# Динамо (баскетбольный клуб, Ставрополь)
«Динамо» — российский мужской профессиональный баскетбольный клуб из Ставрополя. Выступает в Суперлиге-2 дивизион и в Кубке России.

## История
В 1979 году из воспитанников СДЮСШОР №1 г.Ставрополя при ДСО «Труд» создается городская мужская баскетбольная команда, которая стала регулярно принимать участие в Чемпионате России и СССР. В 1980 году команда переименовывается в «Кавказ» и переходит в оборонное ДСО «Зенит», которое курирует завод «Нептун», директор Коновалов Б.П. В 1980—1981 годах команда становится Чемпионом СССР ДСО «Зенит». Команда «Кавказ» представляет г.Ставрополь в Первой лиге Чемпионата России и на всех финальных играх Спартакиады народов РСФСР.
В 1989 году создается городской профессиональный баскетбольный клуб «Кавказ». В сезоне 1990/1991 команда занимает 1 место в Чемпионате России класса «А» и получает право на участие в Чемпионате СССР Первой лиги.
В следующем 1992 году команда «Кавказ» переименовывается в «Алеко» и генеральным спонсором команды становится ЮРАО «Москвич», директор Яшкунов А.Г. Так же в 1992 году команда провела 11 игр в США (штат Айова), из которых выиграла 7.
В 1993 году команда «Алеко» проводит 13 матчей в Мексике против сборной, выступающих в этой стране, американцев и выигрывает в 6. В сезоне 1993/1994 «Алеко» занимает 1 место в Чемпионате России среди команд Высшей лиги Дивизиона «Б». А в следующем сезоне «Алеко» становится 15 командой в России.
В 1996 году у «Алеко» начинаются проблемы с финансированием. Клуб по сути распадается, создается некоммерческое партнерство «Территориальный баскетбольный клуб Ставрополь», ставший правопреемником «Алеко». В сезоне 1996/1997 команда занимает 17 место в Чемпионате России.
В 1997 году клуб переименовывается в «Ставрополь-Пограничник», который курирует Краснознаменный Северо-Кавказский Пограничный округ, в лице его командующего и президента клуба Болховитина Е.В. В 1998 году команда занимает 1 место в Высшей лиге и переходит в Суперлигу.
Перед самым началом сезона 1998/1999 финансовые перспективы были туманными, бюджет не был сформирован, однако главный покровитель команды Болховитин все же смог выбить денег для того, чтобы команда смогла провести сезон в Суперлиге. Состав «Ставрополя» был почти полностью сформирован из местных воспитанников, на привлечение сторонних опытных баскетболистов не было средств. В 19 матчах команда победила всего 4 раза и не заняла последнее место лишь благодаря тому, что «Спортакадемклуб» снялся с турнира из-за банкротства. На втором этапе, где происходила борьба за путевки в плей-офф среди команд восточного и западного дивизиона, в 36 матчах ставропольская команда одержала лишь 6 побед и заняла последнее место.
Из-за нестабильного финансирования и несвоевременной уплаты заявочного взноса на сезон 1999/2000, клуб вынуждено понизили в классе. В Высшей лиге Чемпионата России команда заняла 2 место с правом играть переходные игры за выход в Чемпионат Суперлиги Дивизион «Б». По результатам двух переходных игр было обыграно московское «Динамо». В сезоне 2000/2001 команда занимает 10 место в Суперлиге «Б».
В сезоне 2001/2002 из-за тяжёлого финансового положения и маленького бюджета клуба команда вынуждена была перейти в Высшую лигу. Состав команды полностью обновляется молодыми игроками из состава студенческих команд и воспитанников детско-юношеских спортивных школ г.Ставрополя и Ставропольского края. В этом сезоне команда занимает 12 место.
Сезон 2005/2006 команда закончила на 10 месте в Высшей лиге Дивизиона «А» Чемпионата России.
В сезоне 2006/2007 команда переименовывается в «Динамо-Ставрополь», который курирует краевой совет «Динамо», в лице его председателя, Героя России, Дуканова Олега Михайловича и занимает 12 место в Высшей лиги Дивизиона «А» Чемпионата России среди мужских команд.
В сезоне 2008/2009 команда занимает 8 место в Чемпионате России среди мужских команд Высшей лиги Дивизиона «А». Также в 2008 году команда становится обладателем Кубка Южного Федерального Округа по баскетболу, за что всем игрокам присваивается звание «Кандидат в мастера спорта».
В сезоне 2009/2010 главным тренером команды назначается мастер спорта СССР Гаджиметов Вагиф Эмирметович, а вторым тренером становится Шеховцов Владимир Васильевич. 24 января 2010 года в команде происходит трагическое событие. На 56-м году жизни скоропостижно уходит из жизни многолетний игрок и директор клуба Некрасов Александр Николаевич. По решению попечительского совета клуба исполняющим обязанности директора клуба назначается Халявский Аркадий Ильич. Команда занимает 10 место в Чемпионате России среди мужских команд Высшей лиги в этом сезоне.
В сезоне 2010/2011 команда «Динамо-Ставрополь» занимает 12 место в Чемпионате России среди мужских команд Высшей лиги.
После окончания сезона решением попечительского совета клуба на пост директора назначается Перевалов Сергей Павлович, президентом клуба становится мастер спорта СССР Лоханский Дмитрий Владимирович, главным тренером мастер спорта международного класса Жуканенко Юрий Александрович и практически полностью обновляется административный состав клуба. В ходе сезона 2011/2012 происходят изменения в тренерском штабе команды и на пост главного тренера приглашается Самарский Геннадий Леонидович. Он доукомплектовывает команду и в результате она занимает 5 место в Чемпионате России среди мужских клубов Высшей лиги.